# Joshua Norton

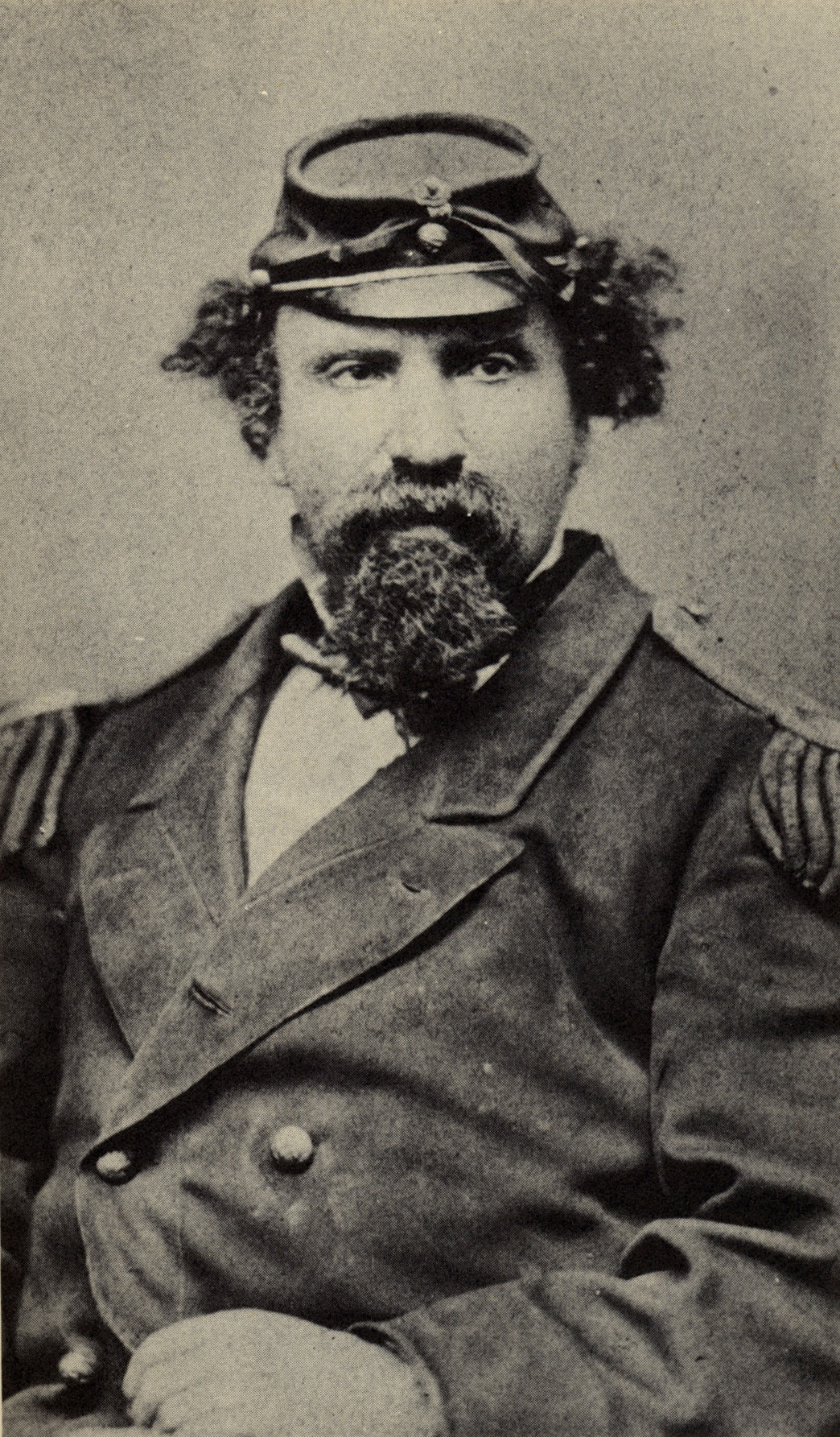
„Kaiser“ Joshua Abraham Norton, 1876

Joshua Abraham Norton (* 17. Januar 1811 in England; † 8. Januar 1880 in San Francisco) war ein Geschäftsmann aus San Francisco. Er ernannte sich 1859 selbst zum „Kaiser Norton I.“, dem „Kaiser der Vereinigten Staaten“ und „Schutzherrn von Mexiko“.
Obwohl er für verrückt oder zumindest in hohem Maße exzentrisch gehalten wurde, war er bei den Bürgern von San Francisco im mittleren und späten 19. Jahrhundert wegen seines Humors und seiner „kaiserlichen Erlasse“ sehr beliebt: Seine aufsehenerregendsten Befehle waren die gewaltsame Auflösung des US-Kongresses – was sowohl vom Kongress als auch von der Armee ignoriert wurde – und die Errichtung einer Brücke über die San Francisco Bay, der heutigen Bay Bridge, die allerdings lange nach Nortons Tod errichtet wurde. Seine Skurrilitäten wurden aber nicht nur von den Bürgern von San Francisco zur Kenntnis genommen. Mark Twain, der in ihm mehr als nur einen skurrilen Verrückten sah, schuf seine Figur des Königs in Huckleberry Finn angeblich nach dem Vorbild Nortons.

## Kindheit und Jugend
Norton wurde in England geboren, die Angaben über Ort und Datum sind jedoch nicht eindeutig: Die Aufzeichnungen aus der Kirchengemeinde von Priors-Lee, das heute zu Telford gehört, besagen, dass er am 17. Januar 1811 als Sohn von John und Sarah Norton geboren und einen Monat später am 20. Februar in Shropshire getauft wurde. In der Volkszählung vom 1. August 1870 wurde Norton mit einem Alter von 50 Jahren und Geburtsort England eingetragen, was auf das Geburtsjahr 1820 hindeuten würde. Sein Nachruf im San Francisco Chronicle beruft sich „in Bezug auf die besten zu erhaltenden Informationen“ auf die Silberplatte auf seinem Sarg, die ihn zum Zeitpunkt des Todes als „ungefähr 65 Jahre alt“ ausweist, was auf 1814 als Geburtsjahr hinweisen würde. Andere Quellen nennen als Geburtsort London und als Geburtstag den 14. Februar 1819. Man kann jedoch annehmen, dass letztere Quellen keine Einsicht in die oben zitierten Aufzeichnungen nehmen konnten.
Nortons Eltern emigrierten 1820 nach Südafrika und waren dort offenbar geschäftlich erfolgreich. Nachdem Norton ein Geschenk von 40.000 US-Dollar von seinem Vater erhalten hatte, begab er sich 1849 nach San Francisco, wo er zunächst einige bemerkenswerte Geschäfte auf dem Grundstücksmarkt abschließen konnte. Als das Kaiserreich China angesichts einer schweren Hungersnot den Export von Reis verbot, stieg der Verkaufspreis in San Francisco schlagartig von 9 auf 79 Cent pro Kilogramm. Norton witterte seine Chance, und als er von einer kommenden Schiffsladung von 91 Tonnen peruanischen Reises hörte, kaufte er den gesamten Vorrat in der Hoffnung auf, damit den Reismarkt unter seine Kontrolle zu bringen. Als dann jedoch ein Schiff nach dem anderen Reis aus Peru lieferte, sackte der Preis wieder ab. Norton musste 1858 Bankrott erklären.
Es gibt bis zu diesem Zeitpunkt keine Dokumente oder Aufzeichnungen, die auf eine besonders exzentrische Persönlichkeit Nortons schließen lassen. Es ist daher unklar, ob seine später gezeigten Skurrilitäten sich bereits während seiner frühen Lebensjahre andeuteten oder ob erst der Verlust seines Vermögens in den 1850er Jahren bei ihm dieses Verhalten auslöste. Es ist jedoch unbestritten, dass sich Norton nach dem Verlust seiner finanziellen Sicherheit merkwürdig benahm; obwohl es keine fachliche Diagnose gibt, werden die Symptome oft als Größenwahn beschrieben.

## Regentschaft als Kaiser

### Selbsternennung
Enttäuscht von den Unzulänglichkeiten des politischen Systems und der Staats- und Bundesregierungen der USA nahm Norton sozusagen das „Zepter“ selbst in die Hand: Am 17. September 1859 ernannte er sich – in Briefen an die ansässigen Zeitungen – zum „Kaiser dieser Vereinigten Staaten“ (“Emperor of These United States”). Gelegentlich fügte er diesem Titel noch den Zusatz „Schutzherr von Mexiko“ bei. So begann seine 21-jährige „unangefochtene“ Herrschaft über Amerika.

“At the pre-emptory request of a large majority of the citizens of these United States, I Joshua Norton, formerly of Algoa Bay, Cape of Good Hope, and now for the last nine years and ten months past of San Francisco, California, declare and proclaim myself the Emperor of These United States.”

„Die Forderung einer großen Mehrheit der Bürger dieser Vereinigten Staaten vorwegnehmend, ernenne ich, Joshua Norton, stammend aus Algoa Bay am Kap der Guten Hoffnung und nunmehr seit neun Jahren und zehn Monaten in San Francisco, Kalifornien, lebend, mich selbst zum Kaiser dieser Vereinigten Staaten.“

### Kaiserliche Weisungen

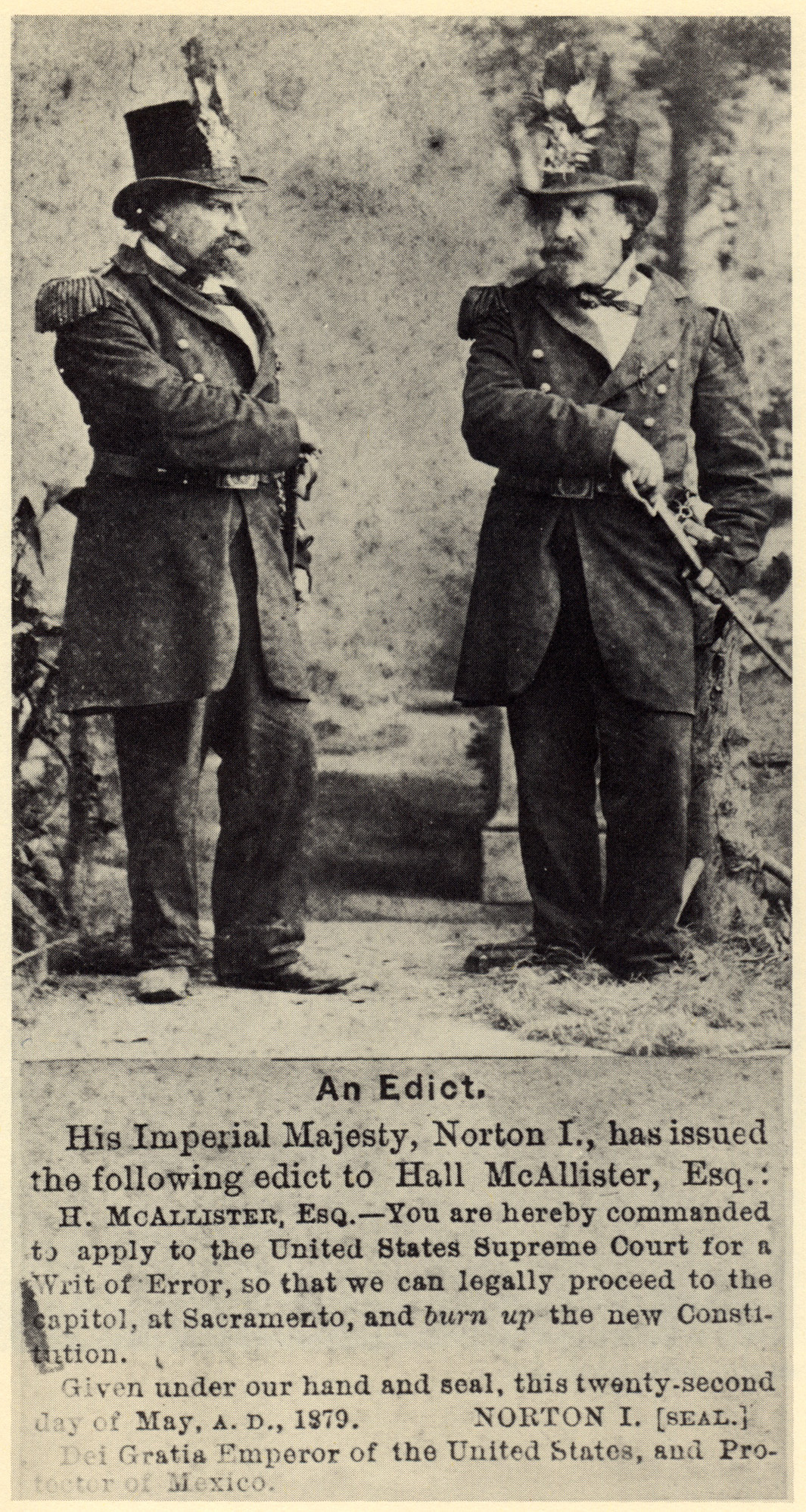
Kaiserliche Weisung vom 22. Mai 1879

Wie es einem regierenden Kaiser entspricht, erließ Norton zahlreiche Weisungen in Staatsangelegenheiten, die in den Tageszeitungen von San Francisco erschienen. Er erklärte beispielsweise, dass nach der Machtübernahme durch einen Monarchen eine andere gesetzgebende Gewalt, also der US-Kongress, überflüssig sei, und erließ am 12. Oktober 1859 einen Erlass zu seiner Auflösung. Er ließ außerdem verlauten, dass „Betrug und Korruption die ehrliche und angemessene Äußerung des Volkswillens verhindern; dass offene Verstöße gegen die Gesetze immer wieder vorkommen, die von Banden, Parteien, politischen Vereinigungen und Sekten angestachelt werden; dass ebenfalls der einzelne Bürger nicht den Schutz von Person und Eigentum genießt, den er verdient“. Deshalb forderte der Kaiser „alle interessierten Seiten“ zum Treffen in Platt’s Music Hall in San Francisco im Februar 1860 auf, „auf dass man das beklagte Übel bekämpfe“.
Dieser Erlass wurde von den „rebellierenden“ Politikern in Washington ignoriert. Da offenbar ernstere Maßnahmen notwendig waren, befahl Kaiser Norton I. in einem weiteren kaiserlichen Erlass vom Januar 1860 der Armee, die Rebellen zu beseitigen:

“WHEREAS, a body of men calling themselves the National Congress are now in session in Washington City, in violation of our Imperial edict of the 12th of October last, declaring the said Congress abolished;
 WHEREAS, it is necessary for the repose of our Empire that the said decree should be strictly complied with;
 NOW, THEREFORE, we do hereby Order and Direct Major-General Scott, the Command-in-Chief of our Armies, immediately upon receipt of this, our Decree, to proceed with a suitable force and clear the Halls of Congress.”

„DA eine Gruppe von Menschen, die sich selbst der Nationalkongress nennt, in offener Verletzung Unseres kaiserlichen Erlasses vom 12. Oktober letzten Jahres, der den genannten Kongress für aufgelöst erklärt hat, zurzeit in Washington tagt;
 DA es höchst notwendig für das Ansehen unseres Reiches ist, dass diesem Erlass strikt Folge geleistet wird;
 DAHER NUN geben Wir hiermit Befehl und Anweisung an Generalmajor Winfield Scott, den Oberbefehlshaber unserer Armeen, unverzüglich mit gegebenem Nachdruck die Hallen des Kongresses zu räumen.“

Sehr zur Verärgerung Seiner Majestät leistete die US-Armee dem Befehl nicht Folge, sodass der Kongress nicht aufgelöst wurde. Dies zog weitergehende Erlasse im Jahre 1860 nach sich, die die Republik auflösen sollten und jegliche Vereinigungen von ehemaligen Kongressmitgliedern untersagten. Der Kampf gegen die früheren Führer des Reiches kam in den Jahren der kaiserlichen Herrschaft nie völlig zum Ruhen. Zeitweise erlaubte jedoch der Kaiser – wenn auch missmutig – dem Kongress die Weiterarbeit.
Kaiser Norton I. verschärfte seine Maßnahmen, nachdem er sich vom störrischen Kongress herausgefordert fühlte, in diesem stets schwelenden Konflikt: Am 4. August 1869 schaffte er sowohl die demokratische als auch die republikanische Partei per kaiserlichem Erlass ab. Der fehlende Respekt, der sich in der Bezeichnung des gewählten kaiserlichen Regierungssitzes San Francisco als Frisco ausdrückt, veranlasste Kaiser Norton I. zu folgendem besorgten Erlass aus dem Jahr 1872:

“Whoever after due and proper warning shall be heard to utter the abominable word ‘Frisco’, which has no linguistic or other warrant, shall be deemed guilty of a High Misdemeanor, and shall pay into the Imperial Treasury as penalty the sum of twenty-five dollars.”

„Jeder, der nach ausdrücklicher Warnung bei der Benutzung des fürchterlichen Begriffs ‚Frisco‘, welcher keine sprachliche oder sonstige Berechtigung hat, ertappt wird, wird groben Fehlverhaltens für schuldig erachtet werden und hat dem Kaiserlichen Schatzamt zur Strafe eine Summe von fünfundzwanzig Dollar zu entrichten.“

Es ist nicht bekannt, ob das „kaiserliche Schatzamt“ in irgendeiner Weise von diesem Erlass profitierte.

### Amtsausübung
Die „Amtsausübung“ des Kaisers verlief nach einer recht gut dokumentierten Routine: Oft inspizierte er seinen Regierungssitz (die Straßen von San Francisco) in einer kunstvollen blauen Uniform mit goldenen Schulterstücken, welche er von Offizieren des Armeestützpunkts Presidio bekommen hatte und zu der er einen Kastorhut mit Straußenfeder und Rosette trug. Sein Äußeres vervollständigte er dabei gerne durch Stock oder Schirm. Während seiner Wanderungen durch die Straßen von San Francisco überprüfte Kaiser Norton I. den Zustand der Gehwege sowie der Cable Cars, den Fortgang von Reparaturen an öffentlichem Eigentum und das Auftreten und Erscheinungsbild der Polizei. Er nahm sich persönlich der Sorgen seiner Untertanen an und trug ihnen gerne lange philosophische Reden zu einer Vielzahl von Themen vor.
Sein konsequentes Eingreifen in einer Krisensituation auf San Franciscos Straßen während einer dieser Kaiserlichen Inspektionen zählt zu seinen berühmtesten Taten. In den 1860ern und 1870ern gab es oft antichinesische Demonstrationen in den ärmeren Stadtvierteln von San Francisco, die hin und wieder zu blutigen Unruhen eskalierten. Bei einem dieser Vorfälle soll sich Kaiser Norton I. angeblich zwischen die Fronten der Aufständischen und der angegriffenen Chinesen gestellt und geneigten Hauptes immer wieder das Vaterunser gesprochen haben, bis sich der Mob zerstreute.

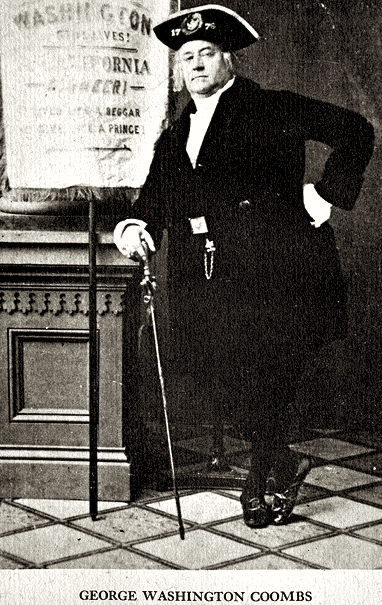
Frederick Coombs (um 1865)

### „Krieg“ mit George Washington II.
Zwischen 1862 und 1865 führte Norton I. eine Fehde mit Frederick Coombs, einem weiteren in San Francisco bekannten Exzentriker, der sich selbst für die Reinkarnation von George Washington hielt. Hintergrund war die Tatsache, dass die nur wenige hundert Meter lange Montgomery Street in San Francisco einfach nicht genug Platz für die Machtausübung zweier so exzentrischer „Herrscher im Exil“ bot. Norton beantragte zunächst die Einweisung von Coombs in die staatliche Irrenanstalt. Die Auseinandersetzung wurde von der Presse ausführlich kommentiert und auch angeheizt, bis Coombs im Mai 1865 Kalifornien verließ und an die Ostküste übersiedelte.

### „Hochverrat“ durch Armand Barbier
Ein Skandal ereignete sich 1867, als der Polizist Armand Barbier Norton in Haft nahm, um ihn gegen seinen Willen der Behandlung von Geisteskrankheiten unterziehen zu lassen. Dies führte zu lautem Protest bei den Bürgern und den Zeitungen von San Francisco. Der Polizeikommandant Patrick Crowley reagierte schnell und setzte Norton auf freien Fuß, nicht ohne sich im Namen der Polizeikräfte zu entschuldigen. Norton war großzügig genug, dem jungen Polizisten Barbier diesen „Hochverrat“ zu verzeihen. Als Folge dieses Skandals wurde dem Kaiser in der Folgezeit auf der Straße von den Polizisten salutiert.

## Nortons geistiger Zustand

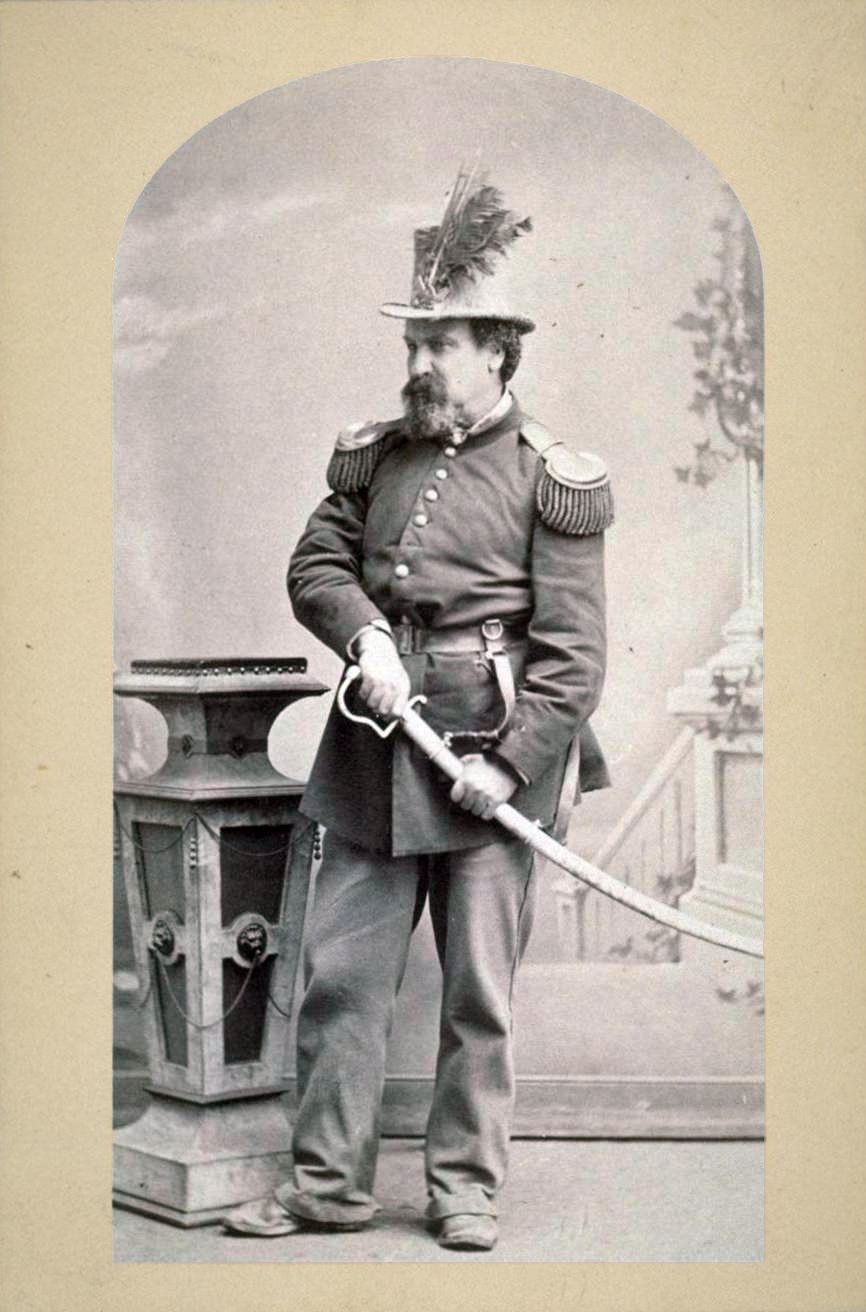
Norton in großer Uniform

Es gab einige Versuche, anhand eines Studiums der Kaiserlichen Erlasse Rückschlüsse auf den Geisteszustand des einzigen Monarchen der USA zu ziehen. Es ist jedoch nicht möglich, aus den nur anekdotenhaft übermittelten Aufzeichnungen zu seinem Verhalten eine stichhaltige Diagnose seines psychischen Zustands abzuleiten. Möglicherweise litt Norton an Schizophrenie, da Größenwahn oft im Zusammenhang mit diesem Geisteszustand beobachtet wird. Denkbar ist auch, dass Norton nach seinem wirtschaftlichen Bankrott an einer Depression litt, die er durch das Leben in einer Scheinwelt zu überwinden versuchte.
Zeitgenossen vermuteten, nach einem der zahlreichen Stadtbrände sei eine Veränderung in Nortons Psyche eingetreten:

„Eine auffallende Erscheinung in den Straßen San Francisco's ist der Kaiser Norton der Erste, eine Persönlichkeit, welche in sonderbarer Uniform gravitätisch dahergeschritten kommt und von Jedermann mit vorzüglicher Hochachtung betrachtet wird. […] Im Jahre 1852 war er einer der wohlhabendsten Kaufleute von San Francisco, verlor aber bald darauf sein ganzes Vermögen in einem der verheerenden Brände, welche in früheren Jahren diese Stadt wiederholt einäscherten. In Folge dieses Unglücks zerrütteten sich die Verstandeskräfte des sonst gebildeten Mannes und es stellte sich bei ihm die fixe Idee fest, daß er der Kaiser der Vereinigten Staaten sei […]. Die San Franciscaner waren höchlichst erstaunt über den wunderbaren Gesellen, ohne jedoch ungehalten wegen seiner Forderungen zu werden; statt, wie in anderen Ländern und Städten geschehen wäre, Norton in ein Irrenhaus zu schicken, erkannte man in der in Geldangelegenheiten beispiellos liberalen Stadt San Francisco auf gutmüthige Weise seine kaiserlichen Ansprüche an […]. Wünscht Seine Majestät zu speisen, so tritt er in das erste beste Restaurant oder er geht in einen Speisesaal von einem der großen Hotels der Stadt, commandirt die Kellner mit lauter Stimme zu seiner Bedienung und bestellt sich nach der Karte eine gute Mahlzeit. […] Früher pflegte Norton immer in Begleitung von zwei großen Hunden, mit Namen ‚Lazarus‘ und ‚Bummer‘, spazieren zu gehen, die er auch mit in die Restaurants nahm und dort mit den besten Bissen von der Speisetafel fütterte. Voriges Jahr starben sowohl Lazarus als Bummer, und er veranstaltete ihnen zu Ehren ein großartiges Leichenbegängniß, wobei Viele zu Fuß und in Kutschen folgten. Lazarus wurde später ausgestopft und ist jetzt in dem Speisehaus zu sehen, wo der Kaiser Norton der Erste sein freies zweites Frühstück einzunehmen pflegt.“

Vorstehender Bericht in der Zeitschrift Die Gartenlaube fand die Beachtung von Joshua Norton. Er tadelte scharf eine „Ungenauigkeit“ des Verfassers und verlangte eine Richtigstellung, da sein Titel nämlich nicht bloß ‚Kaiser der Vereinigten Staaten‘, sondern: ‚Norton der Erste, der Kaiser von den Vereinigten Staaten und Protector von Mexico‘ sei. Die Redaktion der Gartenlaube druckte diese Richtigstellung mit der Begründung, sie könne die staatlichen Verwicklungen, die sich aus der Nichterfüllung herausstellen könnten, nicht beurteilen und käme daher der Bitte S.M. nach.
Trotz seiner Ticks und unabhängig von seinem tatsächlichen Geisteszustand sollte nicht vergessen werden, dass Kaiser Norton I. gelegentlich visionäre Ideen entwickelte und dass nicht wenige seiner kaiserlichen Erlasse von Weitsicht zeugten, wenngleich sie utopisch waren. So finden sich darunter Anweisungen zur Gründung eines „Völkerbundes“ und Untersagungen jeglicher Religions- und Sektenstreitigkeiten. Ferner erhob der Kaiser oft die Forderung, eine Hängebrücke zwischen Oakland und San Francisco zu errichten. Die späteren Äußerungen waren hingegen stark von der Irritation über den fehlenden Gehorsam der Amtsträger geprägt:

“WHEREAS, we issued our decree ordering the citizens of San Francisco and Oakland to appropriate funds for the survey of a suspension bridge from Oakland Point via Goat Island; also for a tunnel; and to ascertain which is the best project; and whereas the said citizens have hitherto neglected to notice our said decree; and whereas we are determined our authority shall be fully respected; now, therefore, we do hereby command the arrest by the army of both the Boards of City Fathers if they persist in neglecting our decrees.
 Given under our royal hand and seal at San Francisco, this 17th day of September, 1872.”

„Da Wir den Erlass ausgesprochen hatten, dass die Bürger von San Francisco und Oakland angemessene finanzielle Mittel zur Prüfung eines Brückenbauprojekts von Oakland Point über Goat Island und ebenso für einen Tunnelbau bereitstellen mögen, und festzustellen, welches das bessere Projekt ist; und da besagte Bürger bisher den genannten Erlass ignorierten; und da Wir fest darauf beharren, dass Unsere Autorität vollkommen respektiert werde, befehlen Wir hiermit die Festnahme der Mitglieder beider Stadtverwaltungsbehörden durch die Armee, wenn sie es weiterhin versäumen, Unseren Erlässen Folge zu leisten.
 Mit königlichem Brief und Siegel, San Francisco, den 17. September 1872.“

Im Gegensatz zu seinen anderen Ideen wurde der Brückenbau viel später tatsächlich in die Tat umgesetzt: Die Errichtung der Bay Bridge von San Francisco nach Oakland wurde 1933 begonnen und 1936 abgeschlossen. Eine Gedenktafel, die Kaiser Norton wegen seiner ursprünglichen Idee ehrt, schmückt den westlichen Bogen des Transbay Terminal, der Mautstation und Greyhound Bus Depot am westlichen Ende der Brücke Downtown San Francisco. Am 14. Dezember 2004 befürwortete das San Francisco Board of Supervisors, das neue östliche Segment der Brücke nach Norton zu benennen.

## Leben als Kaiser

### Öffentliche Wertschätzung

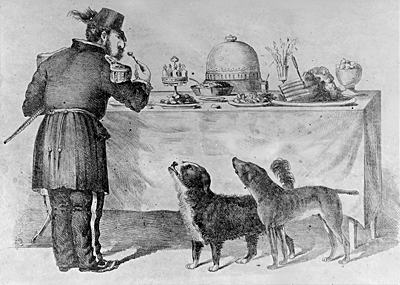
Three Bummers

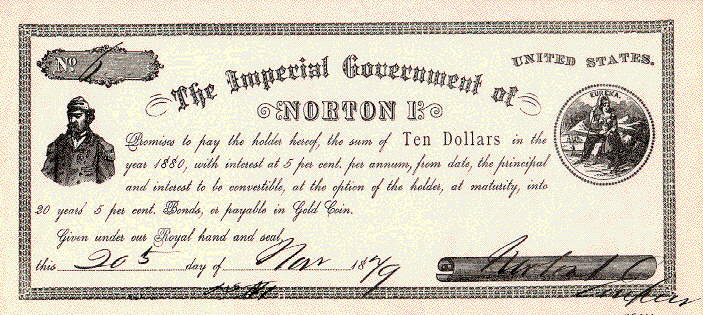
Eine durch „Emperor Norton I.“ herausgegebene und mit einem Zinssatz in Höhe von fünf Prozent versehene 10-Dollar-Note

Mit Skepsis zu betrachtenden journalistischen Veröffentlichungen zufolge war Kaiser Norton bei seinen Untertanen sehr beliebt. Obwohl er kaum Geld besaß, soll er häufig in den feinsten Restaurants gespeist haben, und deren Besitzer hängten Schilder mit der Aufschrift „Im Dienste Seiner Kaiserlichen Majestät, Kaiser Norton I. der Vereinigten Staaten“ an die Eingänge. Diese Eitelkeit wurde vom Kaiser offenbar geduldet. Man sagt, diese Plaketten hätten tatsächlich einigen Einfluss auf die Geschäfte dieser Restaurants gehabt.
Ferner wurde Nortons Verhältnis zu den beiden Straßenkötern Bummer und Lazarus legendenhaft ausgeschmückt. „Bummer, Lazarus und Kaiser Norton waren unzertrennlich“, schrieb der Magazinautor Samuel Dickson 1947. „Bei jeder Theaterpremiere waren in der ersten Reihe der Loge drei Sitze für den Kaiser und seine Hunde reserviert, natürlich kostenlos.“ Dafür gibt es allerdings keinen zeitgenössischen Beweis. Basis dieser Legende ist aller Wahrscheinlichkeit nach eine zeitgenössische Zeichnung von Edward Jump mit dem Titel Three Bummers, die Norton, Bummer und Lazarus gemeinsam vor einem Buffet zeigt. Das Bild wurde damals öffentlich ausgestellt und allgemein bewundert. Norton selbst war von der Darstellung aber alles andere als angetan: Er sah darin „eine Verunglimpfung der kaiserlichen Würde“.
Kaiser Norton I. empfing tatsächlich kleinere Insignien der formalen Anerkennung: Die Volkszählung von 1870 führt ihn als Joshua Norton mit der Berufsbezeichnung “Emporer” (Falschschreibung von Emperor, Kaiser); sie merkt jedoch an “Identified as ‘Insane’” (deutsch: „Bezeichnet als ‚geisteskrank‘“). Außerdem gab der Kaiser eine eigene Währung zum Begleichen kleinerer Schulden aus, die von lokalen Geschäften durchaus angenommen wurde. Die Banknoten besitzen einen Nennwert zwischen 50 Cent und 10 Dollar. Sammler zahlen heute deutlich höhere Summen für die wenigen erhaltenen Stücke.
Die Stadt San Francisco ehrte Norton, indem sie ihm, als seine Uniform abgenutzt war, einen angemessen majestätischen Ersatz schenkte. Der Kaiser dankte den Stadträten und nobilitierte jeden von ihnen durch Übersendung eines Adelsbriefes.

### Letzte Jahre
In seinen letzten Amtsjahren war der Kaiser immer wieder Gegenstand vielfältiger Gerüchte und Spekulationen. Ein häufig erzähltes Gerücht besagte, er sei tatsächlich ein Sohn von Kaiser Napoleon III., und seine angebliche Herkunft aus Südafrika solle ihn nur vor Verfolgung schützen. Allerdings war Napoleon III. 1808 geboren und damit nur wenige Jahre älter als Norton. Eine andere beliebte Geschichte legte nahe, dass Kaiser Norton beabsichtigte, Queen Victoria zu heiraten. Obwohl auch dies nicht der Wahrheit entspricht, gibt es zumindest Beweise, dass der Kaiser der Queen einige Briefe schrieb und ihr darin Ratschläge erteilte. Ein letztes Gerücht besagt, dass Norton tatsächlich unsagbar reich sei und nur aus einer Neigung heraus den Armen spiele.
Zusätzlich zu diesen Gerüchten wurden einige gefälschte kaiserliche Erlasse in den Zeitungen abgedruckt. Man verdächtigt die Redakteure der Zeitungen, zumindest in einigen wenigen Fällen selbst Edikte mit passendem Inhalt fingiert zu haben. Das städtische Museum von San Francisco verfügt über eine Liste aller Kaiserlichen Weisungen, die man tatsächlich auf Norton zurückführt.

### Tod des Kaisers
Die gutwillige und größtenteils schadens- und folgenlose Herrschaft des Kaisers Norton I. endete am Abend des 8. Januar 1880, als Norton auf dem Weg zu einer Vorlesung an der National Academy of Sciences auf der Straße zusammenbrach. Ein Polizeibeamter verlangte schnellstens nach einer Kutsche, um den Kaiser in ein Krankenhaus zu bringen. Der Herrscher starb jedoch, noch bevor die Kutsche ihn erreichte.
Am folgenden Tag veröffentlichte der San Francisco Chronicle auf seiner Titelseite einen Nachruf unter der Überschrift „Le Roi Est Mort“ („Der König ist tot“). Der Ton des Artikels war trauernd und respektvoll:

“On the reeking pavement, in the darkness of a moonless night under the dripping rain, and surrounded by a hastily gathered crowd of wondering strangers, Norton I, by the grace of God, Emperor of the United States and Protector of Mexico, departed this life.”

„Auf dem elenden Pflaster, im Dunkel einer mondlosen Nacht im tropfenden Regen und umgeben von einer rasch versammelten Menge staunender Fremder, verstarb Norton I., von Gottes Gnaden Kaiser der Vereinigten Staaten und Schutzherr von Mexiko.“

Der Morning Star, eine andere führende Zeitung in San Francisco, veröffentlichte einen Leitartikel mit der Überschrift: „Norton der Erste, von Gottes Gnaden Kaiser dieser Vereinigten Staaten und Schutzherr von Mexiko, verstorben“.
Entgegen allen Gerüchten wurde schnell klar, dass Kaiser Norton I. in völliger Armut gestorben war und sein gesamtes Vermögen nicht mehr als ein paar Dollar betrug. Fünf bis sechs Dollar Bargeld hatte er bei sich getragen, und eine Durchsuchung seines Zimmers im Mietshaus in der Commercial Street erbrachte weitere zwei Dollar und 50 Cent, seine Sammlung von Wanderstöcken, den Briefwechsel mit Queen Victoria und 1.098.235 Börsenanteile an einer wertlosen Goldmine.
Da absehbar war, dass Nortons hinterlassene Mittel nur für eine Bestattung in einem Armengrab reichten, schritt der Pacific Club (Nob Hill), eine Vereinigung von Geschäftsleuten, mit einer Geldsammlung ein, um dem Kaiser eine würdigere Beerdigung zu organisieren. Letztlich kam es zu großen, ernsten und würdigen Trauerfeierlichkeiten:

“The visitors included all classes from capitalists to the pauper, the clergyman to the pickpocket, well-dressed ladies and those whose garb and bearing hinted of the social outcast, however, the garb of the laboring man predominated.”

„Die Trauergemeinschaft enthielt alle Klassen vom Kapitalisten bis zum Armen, vom Geistlichen bis zum Taschendieb, wohlgekleidete Damen und jene, deren Tracht und Betragen auf ihre soziale Ausgestoßenheit verwies, obwohl die Tracht der Arbeiter überwog.“

Aufzeichnungen sprechen von bis zu 30.000 Menschen, die die Straßen säumten, als der Sarg zum Friedhof gebracht wurde. Der Leichenzug, der dem Sarg folgte, sei zwei Meilen lang gewesen. Der Kaiser fand seine erste Ruhestätte auf dem Freimaurerfriedhof von San Francisco.
Im Jahr 1934 wurden die Gebeine des Kaisers umgebettet. Seitdem ruht Joshua Norton auf dem Woodlawn-Friedhof in Colma, Kalifornien. Der Grabstein bezeichnet ihn als „Norton I., Kaiser der Vereinigten Staaten, Schutzherr von Mexiko“. Im Januar 1980 gab es in San Francisco eine Reihe von Zeremonien und Gedenkveranstaltungen anlässlich des 100. Todestages des einzigen Kaisers der Vereinigten Staaten.

## Rezeption

### Kaiser Norton I. in der Literatur
Der Kleist-Preisträger Paul Gurk veröffentlichte 1949 einen Roman mit dem Titel Der Kaiser von Amerika.
Die Geschichte des Kaisers Norton wurde von Neil Gaiman in Three Septembers and a January aufgegriffen, einer Ausgabe seiner Graphic Novel Sandman. Die Geschichte findet sich im Band Fables and Reflections.
Eine Kurzgeschichte von Robert Silverberg, The Palace at Midnight, beschreibt ein post-apokalyptisches Kalifornien mit einem Kaiserreich von San Francisco. Der herrschende Kaiser ist ein seniler „Norton VII.“
Einen kurzen Auftritt haben Kaiser Norton und seine Hunde Bummer und Lazarus in Barbara Hamblys Ishmael, einem Roman vor dem Hintergrund des Star-Trek-Universums.
In Christopher Moores Romanen A Dirty Job, Bloodsucking Fiends, You Suck sowie Bite Me. A Love Story tauchen Norton und seine Hunde Bummer und Lazarus im San Francisco der Gegenwart auf, ebenso in Ellen Wights Roman Tales of the Express (New York 2008).
Die Ausgabe Nr. 14 (wiederaufgelegt als Nr. 57) der Comic-Reihe Lucky Luke mit dem deutschen Titel Der Kaiser von Amerika beschäftigt sich auf humorvolle Art mit dem selbsternannten Kaiser.
Einen frühen Cameo-Auftritt hat Norton in dem 1892 erschienenen Roman The Wrecker (Der Ausschlachter) von Robert Louis Stevenson und Lloyd Osbourne.
In den Parallelwelt-Romanen über das Gallatin-Universum von L. Neil Smith wird mehrfach die Emperor Norton Universität in San Francisco erwähnt, an welcher einige der handelnden Personen tätig sind.

### Norton in Film, Fernsehen und auf der Bühne
Im 1956 erschienenen Spielfilm In 80 Tagen um die Welt sieht man in einer San-Francisco-Szene kurz Kaiser Norton, der von den beiden Hunden Bummer und Lazarus begleitet wird.
In Folge 225 von Bonanza („Der Kaiser von Amerika“) gerät Kaiser Norton in Schwierigkeiten, nachdem er mehr Sicherheit für die Minenarbeiter gefordert hat; seine Widersacher versuchen, ihn für unzurechnungsfähig erklären zu lassen. Mark Twain und die (seit Staffel 7 nur noch) drei Cartwrights stehen ihm zur Seite. Nortons Konzept der Hängebrücke findet ebenfalls Erwähnung. Joshua Norton wurde von Sam Jaffe dargestellt.
2007 hatte das Musical Emperor Norton, the Musical in San Francisco Premiere.

### Sonstige Anspielungen auf Norton

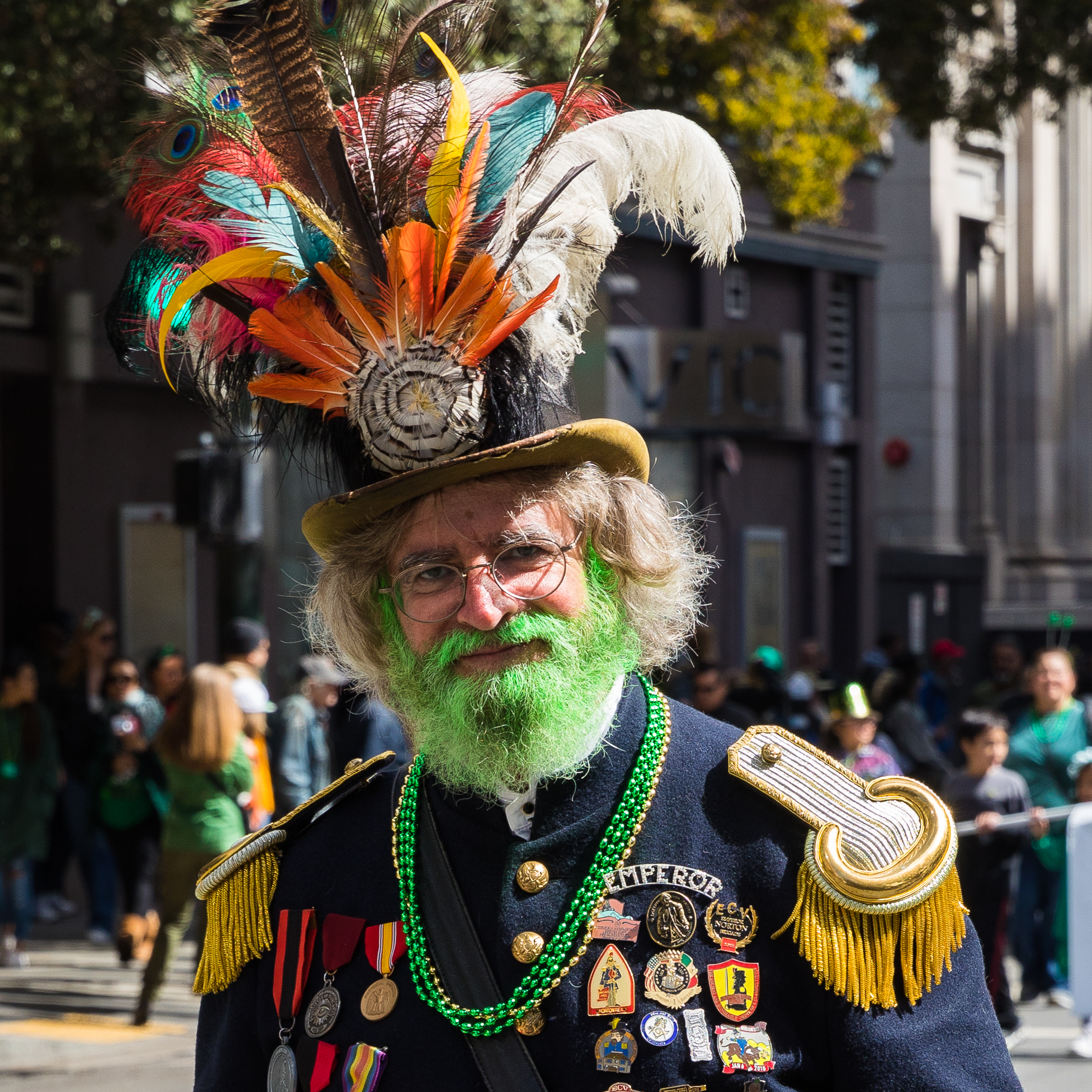
In San Francisco erfreut sich Norton bis heute großer Beliebtheit. Hier ein Kaiser-Norton-Darsteller während der Saint-Patrick’s-Day-Parade 2018.

In der Religion der Diskordier ist Kaiser Norton ein Heiliger zweiter Klasse, dem dort höchsten spirituellen Rang, den ein echter, nicht-fiktionaler Mensch erreichen kann. In den Aufzeichnungen der Principia Discordia hat die Gruppe Joshua Norton aus San Francisco den Slogan:

„Jeder versteht Mickey Mouse. Wenige verstanden Hermann Hesse. Nur eine Handvoll verstanden Albert Einstein. Und niemand verstand Kaiser Norton.“

Ghirardelli, ein Chocolatier in San Francisco, bietet einen Kaiser-Norton-Eisbecher an, der mit zwei Bananen und einer Handvoll Nüssen garniert ist. Da in der englischen Sprache mit den Redewendungen he is bananas und he is completely nuts umgangssprachlich die Verrücktheit einer Person beschrieben wird, soll damit an die Exzentrik von Kaiser Norton I. erinnert werden.
An den Exzentriker erinnert auch ein Independent-Label mit dem Namen emperor norton records. Eine Gruppe etwas surrealer Software und Unterhaltungssoftware nennt sich Emperor Norton Utilities. Dies ist zugleich eine Parodie auf die Softwaresammlung Norton Utilities von Peter Norton.
Kaiser Norton erschien als Ehrengast auf der 1993er „World Science Fiction Convention“ in San Francisco. Als Medium seiner Präsenz diente ein eindrucksvoller lokaler Fan. Inzwischen erinnert auch eine von Henry Mollicone geschriebene Oper an Nortons Leben. Sie wurde unter anderem von der West Bay Opera Company in San Francisco im Herbst 1990 aufgeführt.
Von 2003 bis 2011 wurde in der San Francisco Bay Area der nach ihm benannte Science-Fiction-Preis Emperor Norton Award verliehen.
Der historische Podcast Geschichten aus der Geschichte beschäftigte sich im Jahr 2020 in Folge GAG233 mit Norton.
Im 2022 von Paradox Interactive veröffentlichten Globalstrategiespiel Victoria 3 kann man die Führung der Vereinigten Staaten übernehmen. Wenn der Spieler verschiedene, schwer zu erreichende Bedingungen erfüllt, wird Joshua Norton Kaiser der Vereinigten Staaten.